# Скеля, Эрвин
Э́рвин Ске́ля (алб. Ervin Skela, родился 17 ноября 1976 во Влёре) — албанский профессиональный футболист.

## Клубная карьера

### Албания
Скеля начал свою игровую карьеру в Албании, с юных лет он был вовлечён в футбол. Он начал свою профессиональную карьеру с командой из родного города «Фламуртари», которая в то время была одной из лучших в Албании. Он был основным игроком в клубе из Влёры в течение трёх лет с 1992 по 1995 год, во время своего пребывания в клубе он был отдан в аренду «Тиране» в 1993 году, но вскоре вернулся, сыграв за столичный клуб пять матчей.

### Германия
После трёх лет в албанском чемпионате Скеля решил, что пришло время расширить свой горизонт, и таким образом переехал в Германию играть за «Унион Берлин». Проведя три года в клубе из Берлина, он сыграл 57 матчей и забил в общей сложности восемь голов. Затем в 1997 году он перешёл в «Эрцгебирге Ауэ». За два сезона он сыграл 47 матчей и забил семь голов. В 1999 году Скеля перешёл в «Кемницер», где сыграл 50 матчей и забил 11 голов. В январе 2000 года он перешёл в «Вальдхоф», которому не хватило лишь одного очка для повышения в классе. Но, пробыв всего полгода в клубе и сыграв только 15 матчей, он перешёл в «Айнтрахт». За три года в клубе он сыграл 92 матча и забил 26 голов. Затем Скеля перешёл в «Арминия Билефельд», где после первого сезона и 32 матчей он решил покинуть клуб, чтобы в 2005 году присоединиться к «Кайзерслаутерну». В своём единственном сезоне в клубе он сыграл 34 матча и забил четыре гола. Но после разочаровывающего 2005/06 сезона, по итогам которого клуб вылетелел из Бундеслиги, Эрвин Скеля был уволен руководством «Кайзерслаутерна» и впоследствии в 2006 году присоединился к итальянскому «Асколи» на правах свободного агента.

### Поздняя карьера
Он подписал годичный контракт с итальянским клубом и дебютировал с «Асколи» 9 сентября 2006 года. Однако Скеле не удалось прорваться в стартовый состав, и вскоре после этого он был распущен. За свой единственный сезон в итальянском футболе он сыграл только семь матчей и так и не смог забить ни одного гола.
В 2007 году в зимнее трансферное окно Скеля вернулся в Германию 29 января, подписав контракт с «Энерги Коттбус» на два с половиной года. За время игры в «Энерги Коттбус» он стал любимцем публики и одним из ключевых игроков клуба. В сезоне 2007/08 он сыграл 34 матча и забил семь голов, его голы и хорошая игра спасли клуб от вылета в том сезоне. В конце сезона он достиг отметки в 137 матчей в Бундеслиге и забил 21 гол в высшем дивизионе Германии. После двух лет с «Энерги Коттбус» Скеля покинул клуб 30 июня 2009 года.
После четырёх месяцев без клуба 14 октября 2009 года он подписал трёхлетний контракт с «Кобленцом».
1 февраля 2011 года Скеля присоединился к «Германия Виндек», но не сыграл за клуб ни одного матча.
4 марта 2011 года Скеля покинул Германию и подписал контракт с «Аркой» из Гдыни.

## Международная карьера
Эрвин Скеля впервые был вызван в состав сборной Албании в 2000 году, и с тех пор сыграл в общей сложности 75 матчей и забил 13 голов за сборную своей страны (не играл за сборную только в 2002 году). Он зарекомендовал себя в сборной на протяжении многих лет и является одним из лучших игроков сборной Албании предыдущего десятилетия.

## Ссылка
- Профиль на сайте National Football Teams (англ.)
- Профиль на сайте fussballdaten.de (нем.)